# Gösta Glase
Gösta Glase, född 25 juli 1920 i Kumla landskommun, död 29 augusti 2001 i Lidingö kommun, var en svensk fotograf.
Glase är upphovsman till många klassiska Stockholmsfotografier från 1950-, 60- och 70-talen. Tillsammans med hustrun Béatrice gav han ut flera böcker om Stockholm. Båda var också verksamma i tidskrifterna Idun och Vecko-Journalen, där Gösta Glase medverkade med porträtt, mat-, mode- och resebilder. I slutet av 1950-talet fick han i uppdrag av stadsträdgårdsmästare Holger Blom att dokumentera all offentlig konst i Stockholm.
Glase företog många utlandsresor. Tillsammans med andra resande yrkesfotografer som Anna Riwkin-Brick, Rolf Blomberg, Bo Dahlin och Gustav Hansson bildade han 1966 sammanslutningen "Full hand". Deras utställning "Den globala människan" blev uppmärksammad i tidningen Foto för den centrala och naturliga roll människan hade i bilderna.
På Nordiska museet finns Gösta Glases arkiv.